# Hrabia Monte Christo (film 1913)
Hrabia Monte Christo (ang. The Count of Monte Cristo) – amerykański film niemy z 1913 roku. Adaptacja powieści Aleksadra Dumasa o takim samym tytule.
W roli tytułowej wystąpił James O’Neill.

## Obsada
- James O’Neill – Edmond Dantes/Hrabia Monte Christo
- Nance O’Neil – Mercedes
- Murdock MacQuarrie – Danglars